# Lijst van personen uit Oakland (Californië)
Deze lijst van personen geeft een (incompleet) overzicht van personen uit de Amerikaanse stad Oakland (Californië). De lijst omvat personen die in de stad geboren zijn, wonen of gewoond hebben en/of overleden zijn en is gerangschikt naar geboortejaar.

## Geboren in Oakland

### Voor 1900

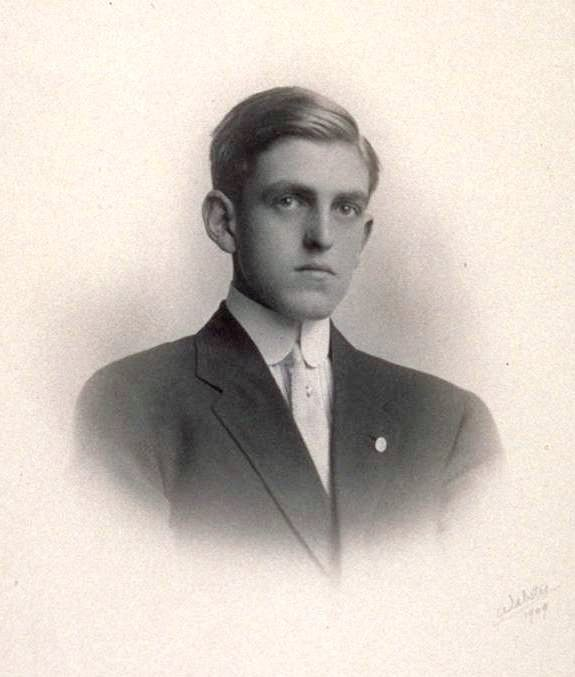
Scenarioschrijver Sidney Howard (1891–1939)

- Julia Morgan (1872–1957), architecte
- Lillian Moller Gilbreth (1878–1972), ingenieur
- Willis O'Brien (1886–1962), pionier op het gebied van speciale effecten voor films
- Sidney Howard (1891–1939), scenarioschrijver[1]

### 1900–1909
- Harry Partch (1901–1974), componist, musicoloog en muziekinstrumentenbouwer
- Andrew L. Stone (1902–1999), filmregisseur, scenarist en producer
- George Stevens (1904–1975), regisseur, producer, cameraman en scenarist
- Hubert Caldwell (1907–1972), roeier
- Buster Crabbe (1908–1983), zwemmer en acteur

### 1910–1919

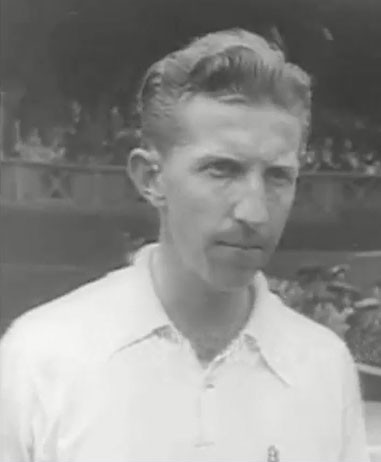
Tennisser Don Budge (1915–2000)

- Anthony Boucher (1911–1968), sciencefictionredacteur en schrijver van mysterynovels en korte verhalen
- Winslow Hall (1912–1995), roeier
- Wally Rose (1913–1997), jazzpianist
- Jo Van Fleet (1915–1996), actrice
- Pamela Blake (1915–2009), actrice
- Don Budge (1915–2000), tennisser
- Russell Garcia (1916–2011), componist
- Herbert Anderson (1917–1994), acteur
- Louis Salvador Palange (1917–1979), componist, muziekpedagoog, dirigent, klarinettist en saxofonist
- David Berg (1919–1994), sekteleider (Children of God)

### 1920–1929
- Peter Hansen (1921–2017), acteur

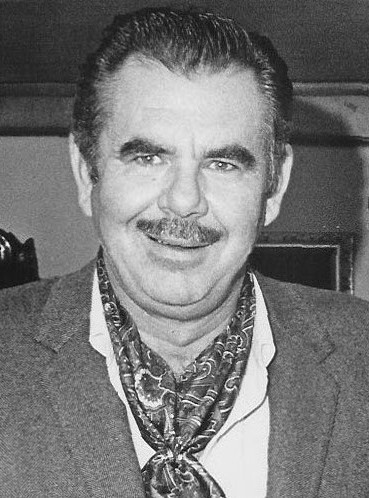
Regisseur Russ Meyer (1922–2004)

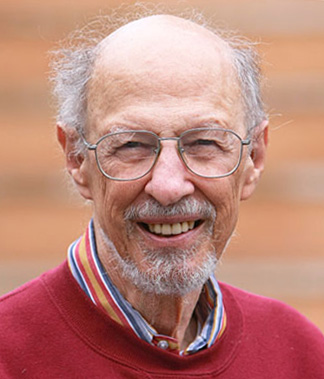
Informaticus Fernando J. Corbató (1926-2019)

- Thomas Schelling (1921–2016), econoom en Nobelprijswinnaar (2005)
- Russ Meyer (1922–2004), regisseur en producent van sexploitationfilms
- Warren Barker (1923–2006), componist
- David Turner (1923–2015), roeier
- Robert Colescott (1925–2009), kunstschilder
- Ian Turner (1925–2010), roeier
- Fernando J. Corbató (1926-2019), informaticus
- Ed Elisian (1926–1959), Formule 1-coureur

### 1930–1939

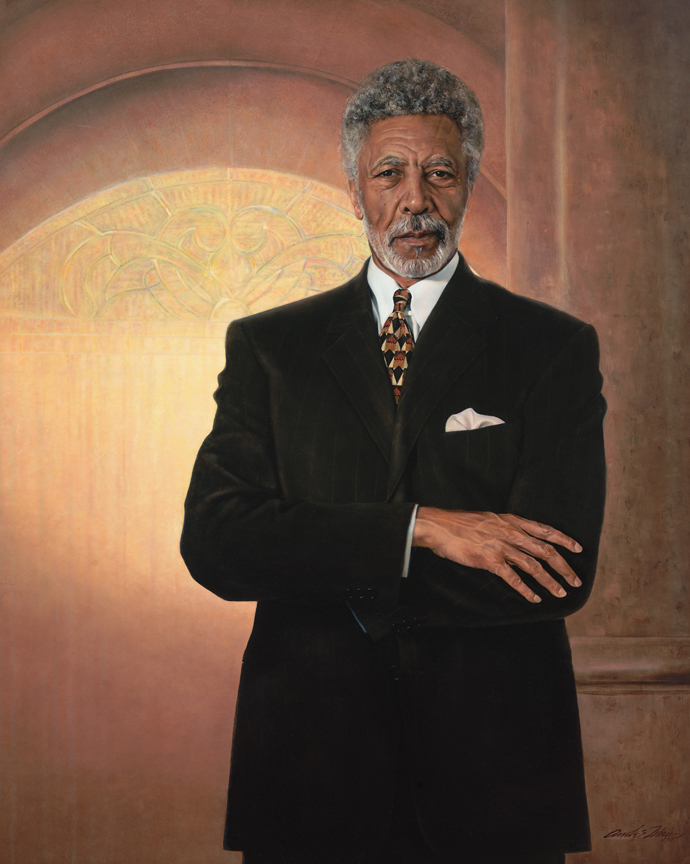
Politicus Ron Dellums (1935–2018)

- Robert Culp (1930–2010), acteur, scriptschrijver en regisseur
- Stanley Miller (1930–2007), chemicus en bioloog
- Rod McKuen (1933–2015), dichter, zanger, liedjesschrijver en acteur
- Tony Lema (1934–1966), golfer
- Ron Dellums (1935–2018), politicus
- Carla Bley (1936-2023), componiste, pianiste, organiste en bigbandleider
- Dennis Breedlove (1939) botanicus
- Constance Demby (1939-2021), multi-instrumentalist, componist, beeldhouwer, kunstschilder en zangeres
- William van Horn (1939), stripauteur

### 1940–1949
- Dakin Matthews (1940), acteur, toneelacteur, toneelschrijver en toneelregisseur
- Mills Watson (1940), acteur
- Seasick Steve (1941), zanger, gitarist
- Edwin Hawkins (1943–2018), R&B en gospelpianist, -zanger, -songwriter, koorleider en producent The Edwin Hawkins Singers
- Susan Seaforth Hayes (1943), actrice
- Mike Botts (1944–2005), slagwerker (Bread)
- Laurence Owen (1944–1961), kunstschaatsster
- Judee Sill (1944–1979), singer-songwriter
- Timothy B. Schmit (1947), bassist en zanger (The Eagles)
- Ted Lange (1948), acteur, producent, regisseur en scenarioschrijver
- Anita Pointer (1948-2022), zangeres (The Pointer Sisters)
- Walter Hawkins (1949–2010), zanger, componist en producent van gospelmuziek

### 1950–1959

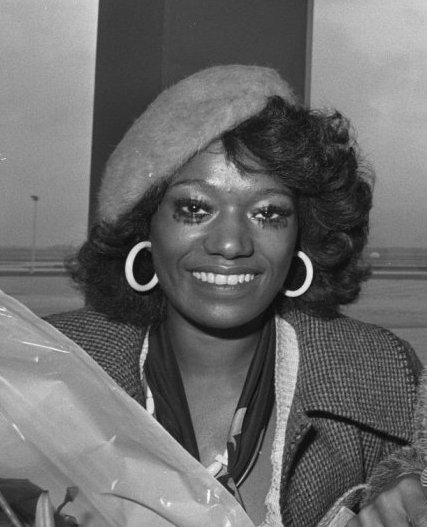
Zangeres Bonnie Pointer (1950-2020)

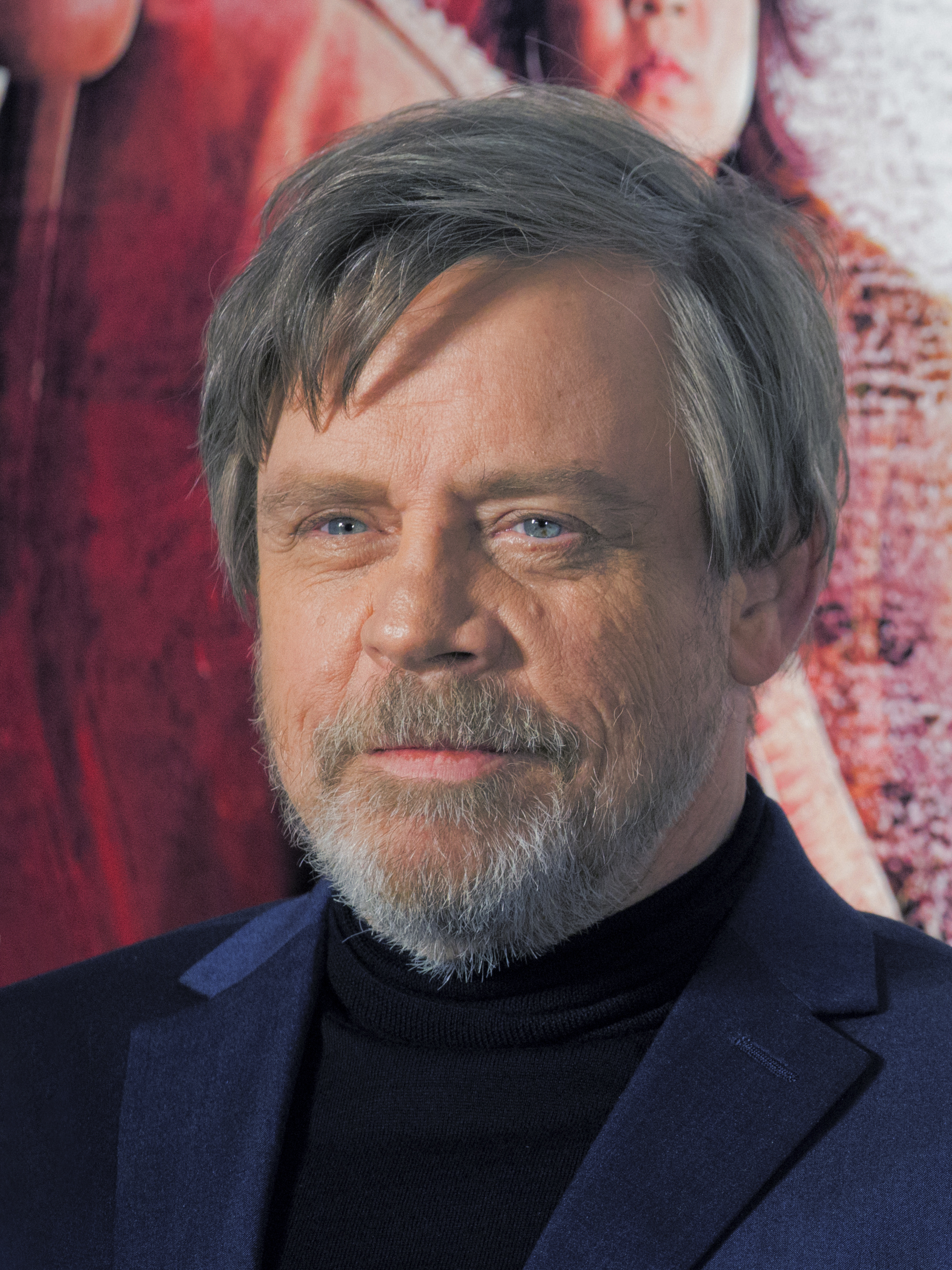
Acteur Mark Hamill (1951)

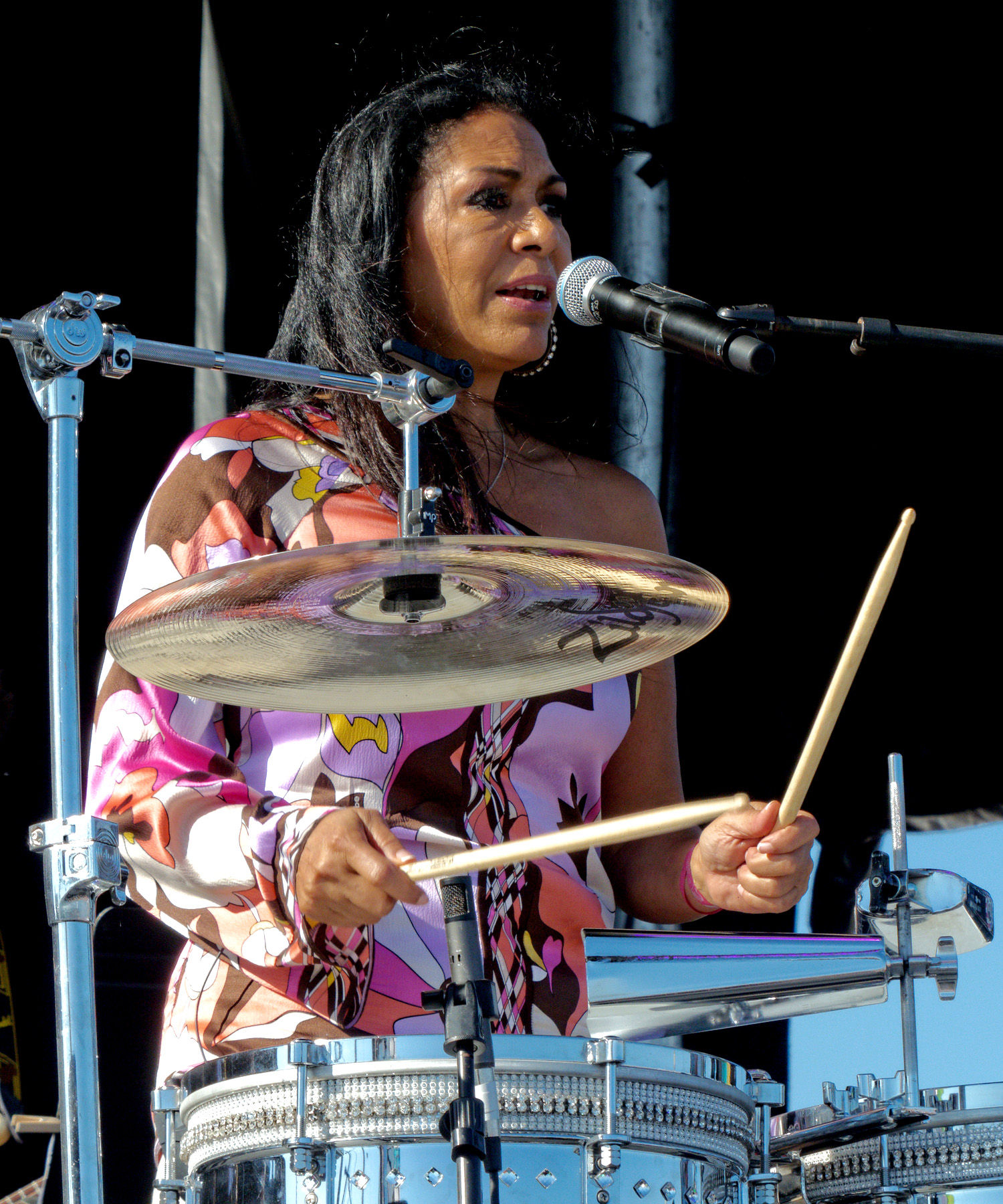
Percussioniste Sheila E. (1957)

- Donna Hanover (1950), actrice, filmproducente, journaliste en auteur
- Bonnie Pointer (1950-2020), zangeres (The Pointer Sisters)
- Mark Hamill (1951), acteur
- Henry Kaiser (1952), jazz- en rock-gitarist, en componist
- Margaret Lindholm (1952), schrijfster van high fantasy en sciencefiction romans
- Amy Tan (1952), auteur van Chinese afkomst
- June Pointer (1953–2006), zangeres (The Pointer Sisters)
- Catherine Asaro (1955), sciencefictionschrijfster
- Sheila Escovedo (1957), percussioniste, drumster en zangeres (Sheila E.)

### 1960–1969
- Bob Roll (1960), wielrenner
- Brad Gilbert (1961), tennisser
- MC Hammer (1962), zanger

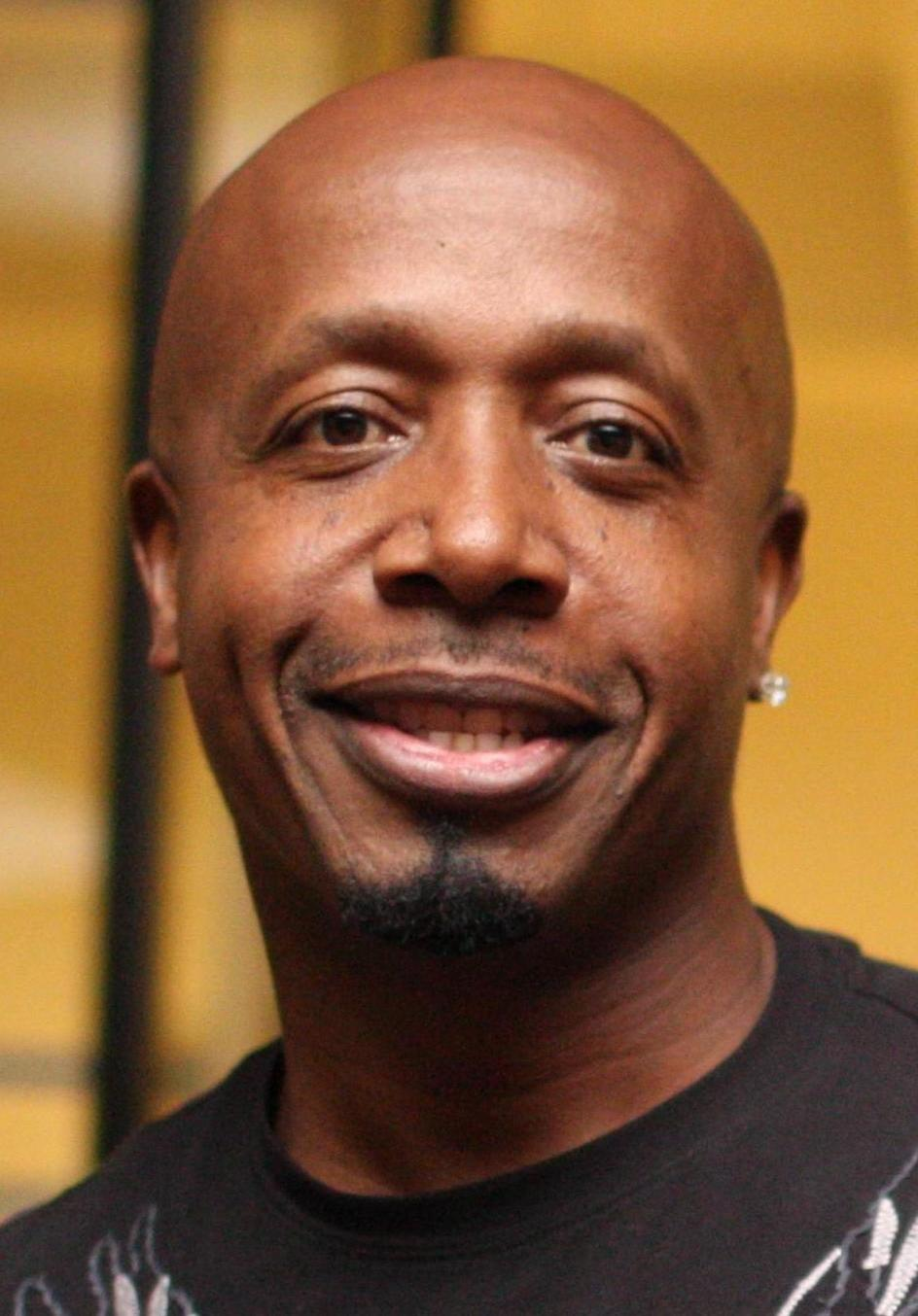
Zanger MC Hammer (1962)

- Matt Malley (1963), bassist, songwriter en muziekproducer
- Jeff Hanneman (1964), gitarist (Slayer)
- Kamala Harris (1964), vicepresident van de Verenigde Staten
- Brandon Lee (1965–1993), acteur
- Tim Armstrong (1966), zanger, gitarist
- Michael Franti (1966), componist, muzikant en schrijver
- Raphael Saadiq (1966), muzikant
- Jill Whelan (1966), actrice
- Robert Flynn (1968), muzikant (Machine Head)
- Gary Payton (1968), prof-basketballer

### 1970–1979

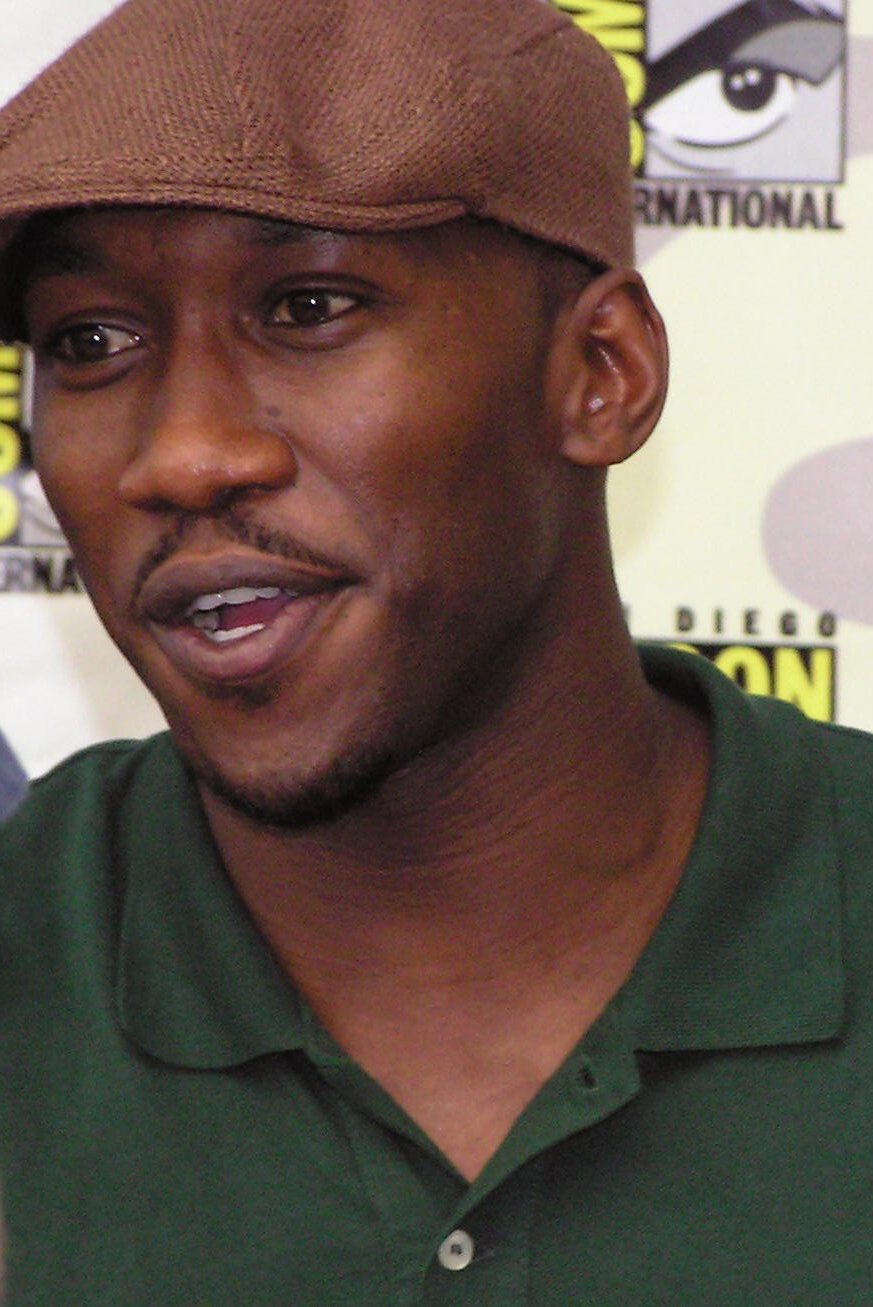
Acteur Mahershala Ali (1974)

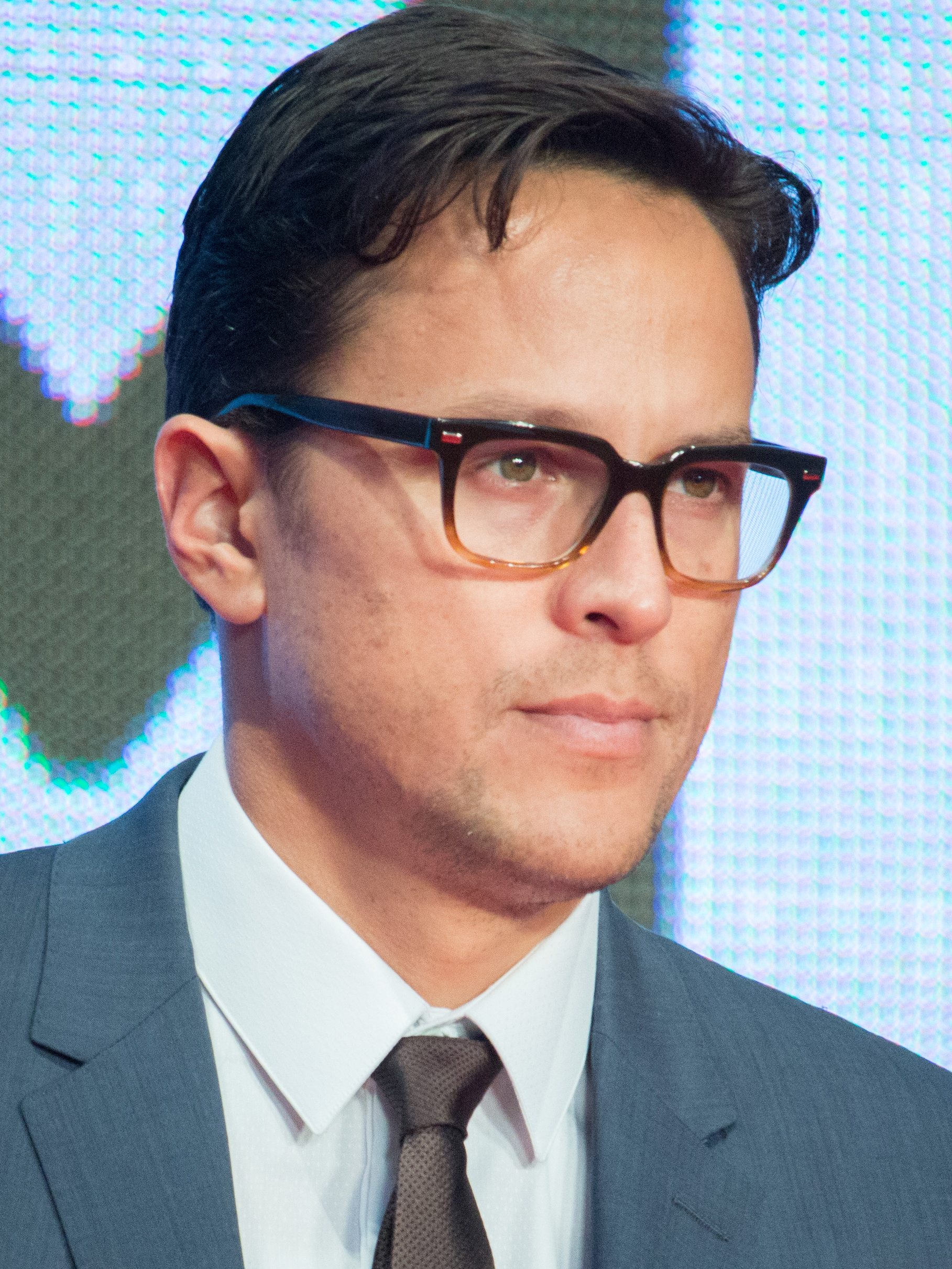
Regisseur Cary Fukunaga (1977)

- Shemar Moore (1970), acteur en model
- Billie Joe Armstrong (1972), zanger, gitarist
- Mike Dirnt (1972), bassist
- Del tha Funkee Homosapien (1972), rapper
- Rockmond Dunbar (1973), acteur
- Mahershala Ali (1974), acteur
- Cary Fukunaga (1977), regisseur, scenarist en cameraman
- Paul Pierce (1977), basketballer
- Kelli White (1977), atlete
- Kat Foster (1978), actrice

### 1980–1989
- David Bell (1981), basketballer
- Keyshia Cole (1981), zangeres

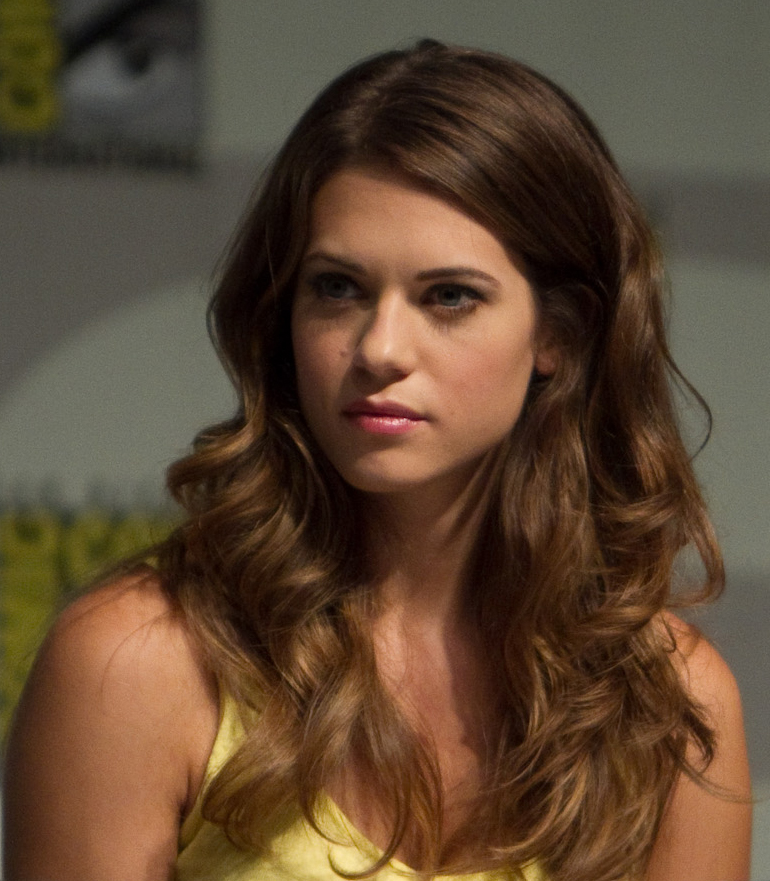
Actrice Lyndsy Fonseca (1987)

- Ryan Coogler (1986), filmregisseur en scenarist
- Marshawn Lynch (1986), American football-running back
- Lyndsy Fonseca (1987), actrice
- G-Eazy (1989), rapper, songwriter en muziekproducent

### 1990–1999
- Damian Lillard (1990), basketbalspeler
- Zendaya (1996), actrice, zangeres
- Angus Cloud (1998-2023), acteur
- Khamani Griffin (1998), (stem)acteur

## Overleden in Oakland (elders geboren)
- Aimee Semple McPherson (1890-1944), evangeliste van Canadese afkomst
- Herbert Maier (1893-1969), architect en administrateur
- Jimmy Reed (1925-1976), blueszanger en -gitarist
- Earl Hines (1903-1983), jazzpianist en bigband-leider
- Pony Poindexter (1926-1988), jazzsaxofonist
- Huey P. Newton (1942-1989), medeoprichter van de Black Panther Party
- Brownie McGhee (1915-1996), folk- en blueszanger en -gitarist
- Tillie Olsen (1912-2007), Joods-Amerikaans schrijfster, dichteres en feministe
- Lucille Eichengreen (1925-2020), Joods-Amerikaans holocaustoverlevende

## Bekende inwoners (elders geboren)
- Jack London (1876-1916), auteur
- Darius Milhaud (1892-1974), Frans componist en muziekpedagoog